# Tropoclo, Cetatea Albă
Tropoclo (în ucraineană Трапівка, transliterat: Trapivka) este un sat în comuna Zolocari din raionul Cetatea Albă, regiunea Odesa, Ucraina. Are 1,068 locuitori, preponderent ucraineni.
Satul este situat la o altitudine de 13 metri, în partea centrală a raionului Tatarbunar, pe malul nord-estic al Limanului Sasic (Conduc). În dreptul localității se varsă în lac râul Sărata. El se află la o distanță de 12 km sud de centrul raional Tatarbunar și 20 km sud de la stația de cale ferată Sărata.
Până în anul 1947 satul a purtat denumirea oficială de Tropoclo, în acel an el fiind redenumit Trapîvka. De această comună depind administrativ satele Sărata-Mică și Sulița.

## Istoric
În secolul al XVIII-lea pe locul acestei localități s-a aflat tabăra tătarilor nogai, cu denumirea de Tropoclo (în traducere "pauză" sau "oprire")
Prin Tratatul de pace de la București, semnat pe 16/28 mai 1812, între Imperiul Rus și Imperiul Otoman, la încheierea războiului ruso-turc din 1806 – 1812, Rusia a ocupat teritoriul de est al Moldovei dintre Prut și Nistru, pe care l-a alăturat Ținutului Hotin și Basarabiei/Bugeacului luate de la turci, denumind ansamblul Basarabia (în 1813) și transformându-l într-o gubernie împărțită în zece ținuturi (Hotin, Soroca, Bălți, Orhei, Lăpușna, Tighina, Cahul, Bolgrad, Chilia și Cetatea Albă, capitala guberniei fiind stabilită la Chișinău).
Pentru a-și consolida stăpânirea asupra Basarabiei, autoritățile țariste au sprijinit începând de la începutul războiului stabilirea în sudul Basarabiei a familiilor de imigranți bulgari și găgăuzi din sudul Dunării, aceștia primind terenuri de la ocupanții ruși ai Basarabiei. Satul Tropoclo a fost fondat în anul 1829 de către coloniști bulgari pe locul taberei tătarilor. Mai târziu, s-au stabilit aici soldații lăsați la vatră, precum și așa-numiții "marinari liberi".
În urma Tratatului de la Paris din 1856, care încheia Războiul Crimeii (1853-1856), Rusia a retrocedat Moldovei o fâșie de pământ din sud-vestul Basarabiei (cunoscută sub denumirea de Cahul, Bolgrad și Ismail). În urma acestei pierderi teritoriale, Rusia nu a mai avut acces la gurile Dunării. În urma Unirii Moldovei cu Țara Românească din 1859, acest teritoriu a intrat în componența noului stat România (numit până în 1866 "Principatele Unite ale Valahiei și Moldovei"). În urma Tratatului de pace de la Berlin din 1878, România a fost constrânsă să cedeze Rusiei sudul Basarabiei.
În anul 1896 a fost construită în sat o biserică de lemn . În perioada de până la primul război mondial, s-au intensificat nemulțumirile țăranilor săraci cauzate de lipsa pământului. În noiembrie 1917, sătenii săraci au confiscat pământurile proprietarilor locale și le-au împărțit între ei. În ianuarie 1918, activiștii bolșevici au preluat conducerea în sat. Intervenția armatei române a dus la înăbușirea rebeliunii bolșevice și la pacificarea localității.
După Unirea Basarabiei cu România la 27 martie 1918, satul Tropoclo a făcut parte din componența României, în Plasa Tatar-Bunar a județului Cetatea Albă. Pe atunci, majoritatea populației era formată din ucraineni, existând și o comunitate mică de români. La recensământul din 1930, s-a constatat că din cei 1.691 locuitori din sat, 1.629 erau ucraineni (96.33%), 43 români (2.54%), 6 evrei și 1 rus.
În perioada interbelică, satul s-a aflat în aria de interes a activiștilor bolșevici din URSS, aici existând un comitet revoluționar clandestin. Mai mulți săteni au participat la Răscoala de la Tatarbunar din 1924, organizată de bolșevicii din URSS. După înăbușirea revoltei, au fost arestați 6 săteni.
Ca urmare a Pactului Ribbentrop-Molotov (1939), Basarabia, Bucovina de Nord și Ținutul Herța au fost anexate de către URSS la 28 iunie 1940. După ce Basarabia a fost ocupată de sovietici, Stalin a dezmembrat-o în trei părți. Astfel, la 2 august 1940, a fost înființată RSS Moldovenească, iar părțile de sud (județele românești Cetatea Albă și Ismail) și de nord (județul Hotin) ale Basarabiei, precum și nordul Bucovinei și Ținutul Herța au fost alipite RSS Ucrainene. La 7 august 1940, a fost creată regiunea Ismail, formată din teritoriile aflate în sudul Basarabiei și care au fost alipite RSS Ucrainene . Imediat după ocuparea Basarabiei, autoritățile sovietice au înființat în sat un colhoz.
În perioada 1941-1944, toate teritoriile anexate anterior de URSS au reintrat în componența României. Apoi, cele trei teritorii au fost reocupate de către URSS în anul 1944 și integrate în componența RSS Ucrainene, conform organizării teritoriale făcute de Stalin după anexarea din 1940, când Basarabia a fost ruptă în trei părți. Un număr de 283 localnici au luptat în cel de-al doilea război mondial, 175 dintre ei murind pe front.
După 1944, România a pierdut așezarea ca și întreaga Basarabie în favoarea Uniunii Sovietice. Perioada ce a urmat a fost caracterizată de o sovietizare forțată a întreg Bugeacului și încercări de rupere de trecutul românesc milenar(regiunea făcea parte din Dacia și din Moldova lui Ștefan cel Mare). 
În anul 1947, autoritățile sovietice au schimbat denumirea oficială a satului din cea de Tropoclo în cea de Trapîvka. În anul 1954, Regiunea Ismail a fost desființată, iar localitățile componente au fost incluse în Regiunea Odesa. În 1974 a fost construit căminul cultural.
Începând din anul 1991, satul Tropoclo face parte din raionul Tatarbunar al regiunii Odesa din cadrul Ucrainei independente. În prezent, satul are 1.068 locuitori, preponderent ucraineni.

## Demografie
Componența lingvistică a localității Trapivka
     Ucraineană (92,51%)
     Rusă (4,21%)
     Bulgară (1,03%)
     Romani (1,03%)
     Alte limbi (0,84%)
Conform recensământului din 2001, majoritatea populației localității Trapivka era vorbitoare de ucraineană (92,51%), existând în minoritate și vorbitori de rusă (4,21%), romani (1,03%) și bulgară (1,03%).
1930: 1.691 (recensământ) 
2001: 1.068 (recensământ)

## Economie
Locuitorii satului Tropoclo se ocupă în principal cu agricultura.

## Personalități
- Ioan N. Roman (1866-1931) - jurist, ziarist și poet român, care a îndeplinit funcțiile de primar în orașele Medgidia și Constanța; s-a născut în comuna Tropoclo, dar a fost declarat în comuna Comândărești din județul Iași (astăzi Răuseni din județul Botoșani) [7]

## Obiective turistice
- Monumentul lui V.I. Lenin
- Monumentul lui A.V. Suvorov
- Monumentul eroilor sovietici din Marele Război pentru Apărarea Patriei